# عرقسوس عريض الثمار
عرقسوس عريض الثمار (الاسم العلمي:Glycyrrhiza eurycarpa) هو نوع من النباتات يتبع جنس العرقسوس من الفصيلة البقولية.